# Oskar Sima
Oskar Michael Sima (* 31. Juli 1896 in Hohenau, Österreich-Ungarn; † 24. Juni 1969 in Langenzersdorf, Niederösterreich) war ein österreichischer Theater- und Filmschauspieler.

## Leben

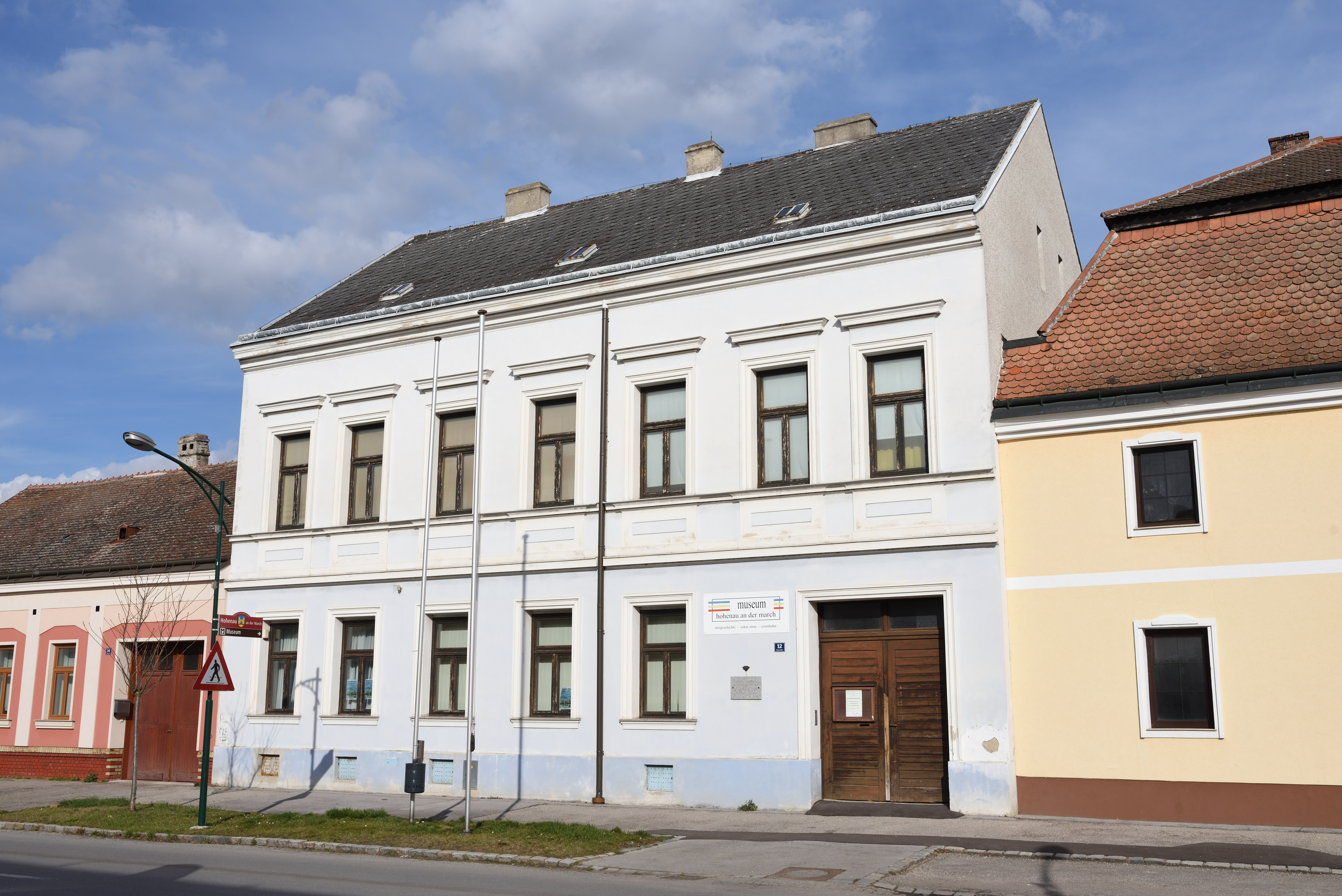
Simas Geburtshaus in Hohenau, heute Heimatmuseum

### Werdegang
Der Sohn eines Hohenauer Bäckers besuchte das Wiener Schottengymnasium und anschließend eine Handelsschule, bevor er sich für ein Studium am Wiener Konservatorium für Schauspielkunst einschrieb. 1910 wurde er Mitglied der pflichtschlagenden und deutschnationalen Wiener fachstudentischen Burschenschaft Markomannia, der „Roten Markomannen“, 1957 deren Ehrenmitglied. Erste Bühnenauftritte hatte Sima im Februar 1914 in den heutigen Wiener Kammerspielen, es folgten Auftritte in Teplitz-Schönau und am Stadttheater Znojmo. Nach seinem Militärdienst im Ersten Weltkrieg, den er als Infanterieoffizier und Darsteller bei Fronttheatern absolvierte, erhielt er 1919 ein Engagement am Deutschen Theater in Prag, danach am Deutschen Volkstheater in Wien. 1921 kam er zum Film. 1927 ging er nach Berlin und wirkte unter Max Reinhardt und Erwin Piscator.

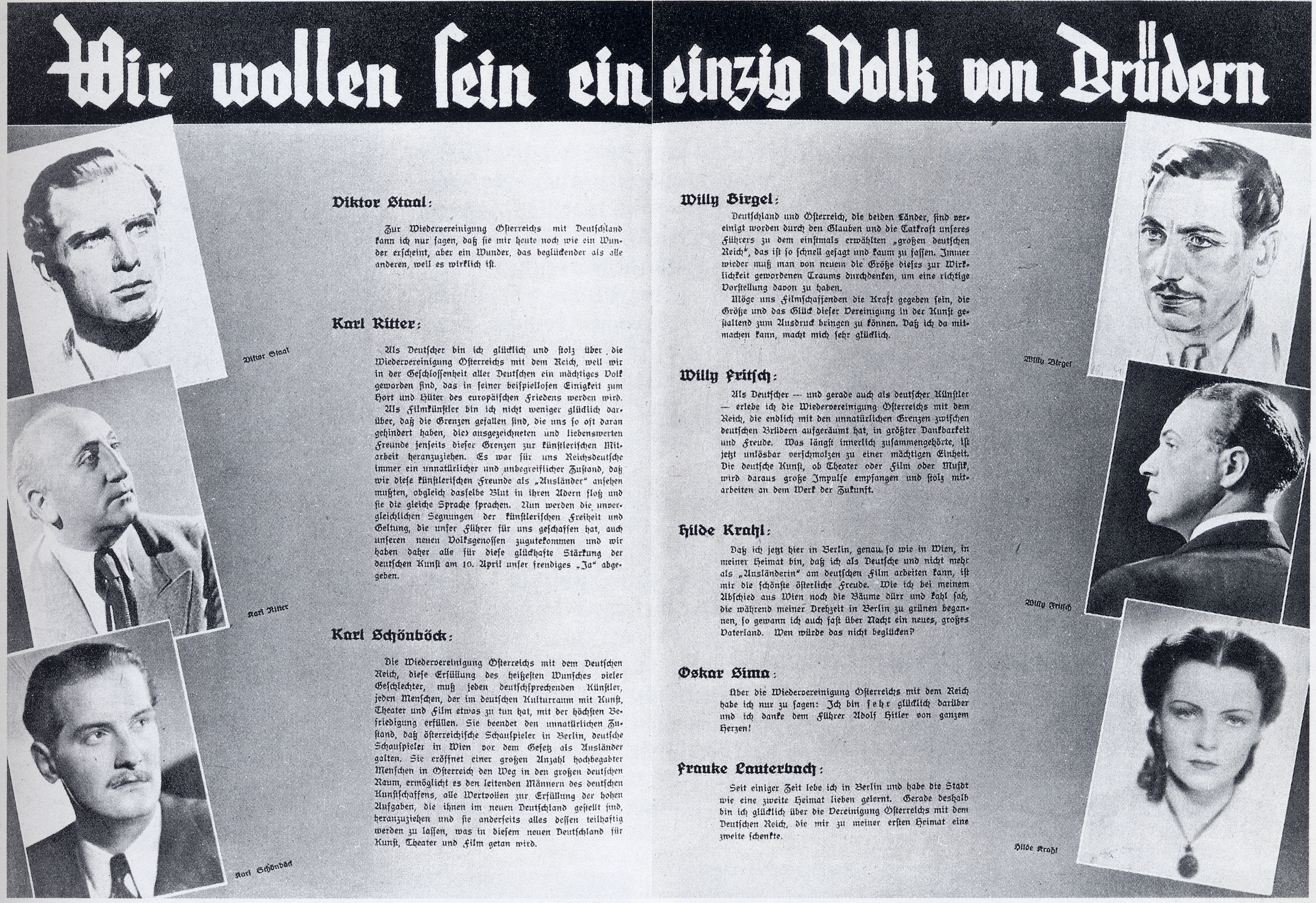
Mein Film in Wien, Jg. 1938

### NS-Zeit

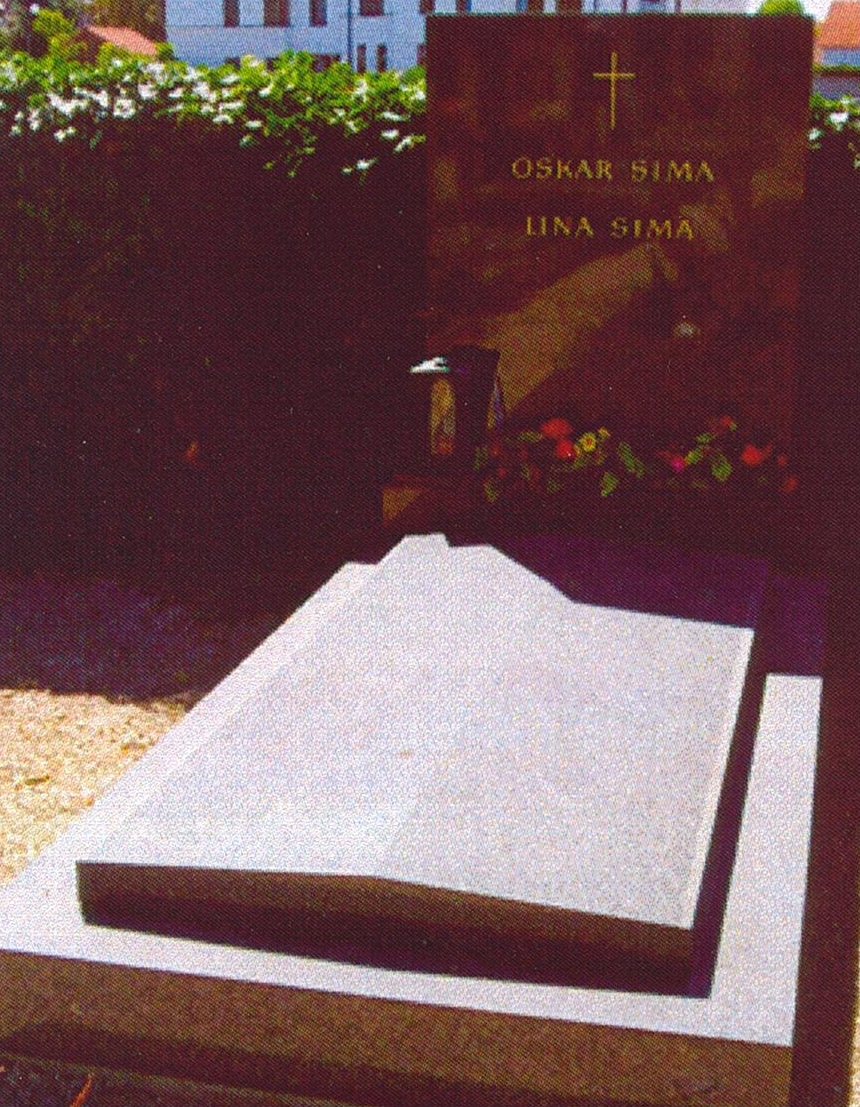
Grabstätte von Oskar Sima

Am 1. März 1933 trat er der NSDAP bei (Mitgliedsnummer 1.668.487). In seinen Memoiren erzählt Paul Hörbiger, dass Sima ihm während der Dreharbeiten zu Endstation (1935) erzählte, dass er der NSDAP beigetreten sei. Auf Hörbigers schimpfende Reaktion erklärte ihm Sima jedoch, dass es für ihn als Nebendarsteller ohne Parteimitgliedschaft de facto unmöglich sei, an passende Rollen zu gelangen.
In Mein Film in Wien, der Illustrierten Film- und Kinorundschau vom 15. April 1938, war Oskar Sima unter denen, die sich zum Titel Wir wollen sein ein einzig Volk von Brüdern zur „Wiedervereinigung Österreichs mit dem Reich“ freudig äußerten derjenige, der namentlich Adolf Hitler „von ganzem Herzen“ dankte. Dieses Bekenntnis zum Untergang Österreichs dürfte es verhindert haben, dass Sima in der Zweiten Republik eine sichtbar zu tragende Auszeichnung des Bundes erhielt.
Sima spielte zahlreiche Rollen in Filmen, die für das NS-Regime systemrelevante politische Botschaften verbreiteten. Ein Beispiel ist der vom NS-Regime als „staatspolitisch wertvoll“ eingestufte Film Wetterleuchten um Barbara (1941), in dem Sima die Hauptrolle spielte und der die Geschichte der illegal agierenden Nationalsozialisten in Österreich vor 1938 als Opfer überhöhte. Sima stand 1944 in der Gottbegnadeten-Liste des Reichsministeriums für Volksaufklärung und Propaganda. Dennoch kam Sima ab 1944 über Paul Hörbiger auch mit einer kleinen Widerstandszelle in Kontakt, die später aufflog und zerschlagen wurde. Beim Vormarsch der Roten Armee versteckte er in seinem Haus in Hohenau an der March zwei verletzte russische Soldaten.

### Nachkriegszeit
Nach dem Zweiten Weltkrieg widmete Sima sich vorwiegend Rollen im Kinofilm. 1967 absolvierte Sima seinen letzten Auftritt im Film, im bedeutungslosen Sexfilm Susanne – die Wirtin von der Lahn von Franz Antel. Im selben Jahr hatte er auch seinen letzten TV-Auftritt. In der ORF-Fernsehproduktion Der Befehl (Regie: Edwin Zbonek) spielte der sonst auf komödiantische Rollen angelegte Darsteller einen ehemaligen NS-Oberst, der sich im Wien der 60er-Jahre sein Geld als Möbelhändler verdient.
Oskar Sima wirkte in über 300 Filmen mit, wo er vorwiegend als Nebendarsteller eingesetzt wurde. Ein Kritiker nannte ihn deshalb einmal den König der Nebenrollen. Er spielte in fast allen Sparten, vorwiegend in Operettenverfilmungen und Komödien, teilweise auch in ernsten Filmen und Melodramen. Meist war er der zwielichtige Typ mit Zigarre und Doppelmoral. 
Ende 1967/Anfang 1968 zog er sich auf seinen Besitz nahe Wien zurück. Kurz vor seinem Tod erhielt er 1969 das Filmband in Gold für langjähriges und hervorragendes Wirken im deutschen Film zugesprochen, erlebte jedoch die Verleihung nicht mehr.

### Privatleben
Oskar Sima war mit der Schauspielerin Lina Woiwode verheiratet. Er verbrachte seinen Lebensabend in Langenzersdorf, dem Heimatort seiner Frau, wo er an der Adresse „An den Mühlen 40“ wohnte. 
Am Fuße des Bisambergs besaß Sima eigene Weingärten und in der Langenzersdorfer Kellergasse Nr. 119 einen eigenen Weinkeller. Er war neben seinen Auftritten beim Film als Weinbauer in Langenzersdorf, Landwirt in Hohenau an der March und erfolgreicher Züchter von Trabrennpferden (Halbblütern) aktiv. Sima gehörte zu den erfolgreichsten und beliebtesten Trabrennstallbesitzern Österreichs, sein Hengst „Boris“ gewann das Wiener Trabrenn-Derby des Jahres 1963.
Oskar Sima starb 1969 im Alter von 72 Jahren nach einem Herzinfarkt in seiner Heimatgemeinde. Seine Grabstelle befindet sich auf dem Friedhof Langenzersdorf bei Wien.

### Gedenken
Im Jahr 1997 wurde in Wien-Donaustadt (22. Bezirk) die Oskar-Sima-Gasse nach ihm benannt. Sein ehemaliges Geburtshaus in Hohenau an der March wurde zu einem Heimatmuseum umgebaut, wo unter anderem biographisches Material und Ausschnitte seiner Filmauftritte zu sehen sind.

## Filmografie
- 1921: Die Ehe der Hedda Olsen oder die brennende Akrobatin
- 1922: Die Geburt des Antichrist
- 1922: Verklungene Zeiten
- 1922: Die Menschen nennen es Liebe
- 1926: Schwiegersöhne
- 1926: Haifische der Nachkriegszeit
- 1927: Familientag im Hause Prellstein
- 1928: Sensations-Prozess
- 1928: Leontines Ehemänner
- 1929: Die Frau, nach der man sich sehnt
- 1929: Kolonne X
- 1929: Adieu, Mascotte
- 1930: Phantome des Glücks
- 1930: Es gibt eine Frau, die Dich niemals vergißt
- 1930: Das lockende Ziel
- 1930: Skandal um Eva
- 1930: Der Andere
- 1930: Seitensprünge
- 1930: Die Lindenwirtin
- 1930: Zwei Welten
- 1930: Kasernenzauber …!
- 1930: Der unsterbliche Lump
- 1930: Einbrecher
- 1930: Liebling der Götter
- 1931: Schuberts Frühlingstraum
- 1931: Der Tanzhusar
- 1931: Die lustigen Weiber von Wien
- 1931: Ich geh’ aus und Du bleibst da
- 1931: Voruntersuchung
- 1931: Die Pranke
- 1931: Die Fledermaus
- 1931: Der unbekannte Gast
- 1932: Es wird schon wieder besser
- 1932: Kitty schwindelt sich ins Glück
- 1932: Mädchen zum Heiraten
- 1932: Ein Lied, ein Kuß, ein Mädel
- 1932: Ein toller Einfall
- 1932: Zwei glückliche Tage
- 1932: Das schöne Abenteuer
- 1932: Goldblondes Mädchen, ich schenk’ Dir mein Herz
- 1932: Teilnehmer antwortet nicht
- 1932: Scampolo, ein Kind der Straße
- 1932: Geheimnis des blauen Zimmers
- 1932: Hochzeitsreise zu dritt
- 1932: Eine Tür geht auf
- 1932: Die Gräfin von Monte Christo
- 1933: So ein Mädel vergißt man nicht
- 1933: Heut’ kommt’s drauf an
- 1933: Liebe muß verstanden sein
- 1933: Der Stern von Valencia
- 1933: Hochzeit am Wolfgangsee
- 1933: Rund um eine Million
- 1933: Skandal in Budapest
- 1933: Die Stimme der Liebe
- 1934: Ein Mädel mit Tempo
- 1934: Eine Nacht in Venedig
- 1934: Meine Frau, die Schützenkönigin
- 1934: Freut Euch des Lebens
- 1934: Seine beste Erfindung
- 1934: Der Schrecken vom Heidekrug
- 1934: Rosen aus dem Süden
- 1934: Fräulein Liselott
- 1934: Schwarzer Jäger Johanna
- 1934: Der junge Baron Neuhaus
- 1934: Schützenkönig wird der Felix
- 1934: Vorstadtvarieté
- 1934: So ein Flegel
- 1934: Heinz im Mond
- 1934: Liebe, Tod und Teufel
- 1934: Lockvogel
- 1935: Der rote Reiter
- 1935: Punks kommt aus Amerika
- 1935: Frischer Wind aus Kanada
- 1935: Ein Mädel aus guter Familie
- 1935: Ehestreik
- 1935: Endstation
- 1935: Die Werft zum grauen Hecht
- 1935: Das Einmaleins der Liebe
- 1935: Königswalzer
- 1935: Leichte Kavallerie
- 1935: Stützen der Gesellschaft
- 1936: Hans im Glück
- 1936: Donogoo Tonka
- 1936: Weiberregiment
- 1936: Befehl ist Befehl
- 1936: Hans im Glück
- 1936: Schatten der Vergangenheit
- 1936: Der lachende Dritte
- 1936: Kinderarzt Dr. Engel
- 1936: Glückskinder
- 1936: Die Lokomotivenbraut
- 1936: Und du mein Schatz fährst mit
- 1937: Frauenliebe – Frauenleid
- 1937: Meiseken
- 1937: Land der Liebe
- 1937: Sieben Ohrfeigen
- 1937: Die Austernlilli
- 1937: Zauber der Bohème
- 1937: Die verschwundene Frau
- 1937: Gasparone
- 1938: Fortsetzung folgt
- 1938: Gastspiel im Paradies
- 1938: Eine Nacht im Mai
- 1938: Der Optimist
- 1938: Nanon
- 1938: Einquartierung bei Klawunde
- 1938: Fünf Millionen suchen einen Erben
- 1939: Frau im Strom
- 1939: Leinen aus Irland
- 1940: Donauschiffer
- 1940: Golowin geht durch die Stadt
- 1940: Wiener G’schichten
- 1940: Trenck, der Pandur
- 1940: Sieben Jahre Pech
- 1941: So gefällst Du mir!
- 1941: Über alles in der Welt
- 1941: Wetterleuchten um Barbara
- 1941: Jenny und der Herr im Frack
- 1941: Liebe ist zollfrei
- 1942: Der verkaufte Grossvater
- 1942: Die heimliche Gräfin
- 1942: 5000 Mark Belohnung
- 1942: Zwei glückliche Menschen
- 1942: Himmel, wir erben ein Schloß!
- 1943: Die unheimliche Wandlung des Axel Roscher
- 1943: Romantische Brautfahrt
- 1943: Kohlhiesels Töchter
- 1943: Der weiße Traum
- 1944: In flagranti
- 1944: Glück bei Frauen
- 1944: Spiel
- 1944: Ich bitte um Vollmacht
- 1944: Orient-Express
- 1944/49: Münchnerinnen
- 1945: Die Nacht der 12
- 1945: Leuchtende Schatten
- 1945/47: Der Millionär
- 1948: Der Leberfleck
- 1949: Wilderernacht (Liebesprobe)
- 1950: Hochzeitsnacht im Paradies
- 1950: Erzherzog Johanns große Liebe
- 1950: Die Dritte von rechts
- 1950: Hochzeit im Heu
- 1951: Czardas der Herzen
- 1951: Frühling auf dem Eis
- 1951: Weh’ dem, der liebt!
- 1951: Unschuld in tausend Nöten
- 1951: Die Frauen des Herrn S.
- 1951: Fanfaren der Liebe
- 1951: Nacht am Mont Blanc
- 1951: Die verschleierte Maja
- 1951: Grün ist die Heide
- 1952: Der bunte Traum
- 1952: Der eingebildete Kranke
- 1952: Meine Frau macht Dummheiten
- 1952: Die Försterchristel
- 1952: Der Fürst von Pappenheim
- 1952: Mein Herz darfst Du nicht fragen
- 1952: Ideale Frau gesucht
- 1952: Ferien vom Ich
- 1952: Tanzende Sterne
- 1952: Der Obersteiger
- 1952: Du bist die Rose vom Wörthersee
- 1952: Mikosch rückt ein
- 1953: Die Junggesellenfalle
- 1953: Kaiserwalzer
- 1953: Damenwahl
- 1953: Wenn am Sonntagabend die Dorfmusik spielt
- 1953: Briefträger Müller
- 1953: Ein tolles Früchtchen
- 1953: Die Rose von Stambul
- 1954: Die süßesten Früchte
- 1954: Rosen aus dem Süden
- 1954: Kaisermanöver
- 1954: Der Zigeunerbaron
- 1954: Tanz in der Sonne
- 1954: Verliebte Leute
- 1955: Ja, so ist das mit der Liebe (Ehesanatorium)
- 1955: Der falsche Adam
- 1955: Solang’ es hübsche Mädchen gibt
- 1955: Wie werde ich Filmstar?
- 1955: Heimatland
- 1955: Unternehmen Schlafsack
- 1955: Die Wirtin an der Lahn
- 1955: Die Försterbuben
- 1955: Der Kongreß tanzt
- 1955: Fledermaus 1955 (Oh, Rosalinda!)
- 1955: Die Wirtin zur Goldenen Krone
- 1955: Die Drei von der Tankstelle
- 1956: Der Jäger vom Roteck
- 1956: Ich und meine Schwiegersöhne
- 1956: Lügen haben hübsche Beine
- 1956: Die gestohlene Hose
- 1956: Mädchen mit schwachem Gedächtnis
- 1956: Rosmarie kommt aus Wildwest
- 1956: Kirschen in Nachbars Garten
- 1956: Zu Befehl, Frau Feldwebel!
- 1956: Meine Tante – Deine Tante
- 1956: Wo die Lerche singt
- 1956: Kaiserjäger
- 1956: Roter Mohn
- 1956: August der Halbstarke
- 1956: Die wilde Auguste
- 1957: Das Mädchen ohne Pyjama
- 1957: … und die Liebe lacht dazu
- 1957: Vier Mädels aus der Wachau
- 1957: Jungfrauenkrieg
- 1957: Heimweh … dort, wo die Blumen blühn
- 1957: Wien, du Stadt meiner Träume
- 1957: Der Kaiser und das Wäschermädel
- 1957: Wenn die Bombe platzt
- 1957: Eva küßt nur Direktoren
- 1957: Familie Schimek
- 1958: Skandal um Dodo
- 1958: Eine Reise ins Glück
- 1958: Hallo Taxi
- 1958: Hoch klingt der Radetzkymarsch
- 1959: Besuch aus heiterem Himmel
- 1959: Peter schiesst den Vogel ab
- 1959: Ich bin kein Casanova
- 1959: Salem Aleikum
- 1960: Die Glocke ruft (Glocken läuten überall)
- 1960: Hauptmann, deine Sterne
- 1960: Kauf Dir einen bunten Luftballon
- 1961: Geld sofort
- 1961: … und du mein Schatz bleibst hier
- 1961: Der Orgelbauer von St. Marien
- 1961: Ein Stern fällt vom Himmel
- 1961: Saison in Salzburg
- 1961: Heute gehn wir bummeln
- 1961: So liebt und küßt man in Tirol
- 1961: Die Abenteuer des Grafen Bobby
- 1962: Die Fledermaus
- 1962: Die türkischen Gurken
- 1962: Das süsse Leben des Grafen Bobby
- 1962: Verrückt und zugenäht
- 1962: Der Vogelhändler
- 1962: Tanze mit mir in den Morgen
- 1962: Der Pastor mit der Jazztrompete
- 1962: Die Försterchristel
- 1963: Sing, aber spiel nicht mit mir
- 1963: Unsere tollen Nichten
- 1963: Mit besten Empfehlungen
- 1963: Im singenden Rößl am Königssee
- 1963: Hochzeit am Neusiedler See
- 1966: Italienische Nacht (Fernsehfilm)
- 1966: Das Spukschloß im Salzkammergut
- 1967: Umsonst (Fernsehfilm)
- 1967: Die Wirtin von der Lahn
- 1967: Der Befehl (TV-Film)